# Steinbrücken (Hessen)
Steinbrücken is een plaats in de Duitse gemeente Dietzhölztal, deelstaat Hessen, en telt 977 inwoners (2005).